# オリバー! (ミュージカル)
『オリバー!』（英: Oliver!）は、1960年にライオネル・バートが脚本、作詞作曲を手がけたイギリスのミュージカル。チャールズ・ディケンズの小説『オリバー・ツイスト』（1838年）が底本である。
プレミア上演は1960年にウィンブルドン劇場で幕を開け、ウェストエンドで記録破りのロングランを打ち、プロデューサーのデイビッド・メリックが1963年にニューヨークで初演を組み、ブロードウェイで好評を得る。ロンドンの再演は1977年–1980年、1994年–1998年、2008年–2011年と厚みを増し、引越し公演でイギリス国内各地をめぐった（2011年–2013年）。キャロル・リード監督による1968年の映画『オリバー!』は大きな成功に恵まれ、アカデミー賞作品賞を授かる。
イギリスの学校演劇では数千回、数万回も演じられ、最もよく上演されるミュージカル演目のひとつである。1963年にライオネル・バートにトニー賞オリジナル作曲賞が贈られ、多くの曲が世間に親しまれてきた。またミュージカル作品でイギリスの 記念切手に採用された8作のひとつであり、2011年2月に発行された。

## 概要
1960年6月30日にウェストエンドのニュー劇場（現：ノエル・カワード劇場）で初演以来、2618回を数えるロングラン公演となった（2013年時点）。
1963年1月6日にブロードウェイで公演がスタート、同年のトニー賞に於いて最優秀オリジナル楽曲賞を始め3部門を受賞した。
1968年に映画化された。

## 日本公演

### 劇団四季
劇団四季が1980年に浅利慶太演出、梶賀千鶴子訳詞により日生劇場において日本初演を行なっている。
| オリバー・ツイスト               | 広瀬正勝         |
| フェイギン                       | 松宮五郎         |
| ドジャー                         | 飯野おさみ       |
| ビル・サイクス                   | 川原洋一郎       |
| ナンシー                         | 木村不時子       |
| ベット                           | 山下智美         |
| バンブル氏                       | 井関一・青山明   |
| コーネイ夫人                     | 西島美子         |
| ブラウンロウ氏                   | 松本幸生         |
| サワベリー氏・グリムウィッグ先生 | 青山明・坂下廣記 |
| サワベリー夫人                   | 飯田美玲         |
| シャーロット                     | 和田晴恵         |
| ノア・クレイボール・チャーリー   | 野垣真実生       |
| ベットウィン夫人                 | 神野京子         |

### 東宝
1990年には東宝芸能制作、JR東日本協賛により帝国劇場で、ジェフ・フェリス演出、ノブコ・アルベリー翻訳、佐藤勉・宮崎紀夫製作、英国大使館後援による公演が行われた。
| オリバー           | 黒田勇樹 林哲平 （※Wキャスト）                  |
| フェイギン         | 津嘉山正種                                      |
| ドジャー           | 岡本平 土部歩（現:はにべあゆみ） （※Wキャスト） |
| ナンシー           | 前田美波里                                      |
| ベット             | 金山美菜子 吉川京子 （※Wキャスト）              |
| サワベリー         | 三上直也                                        |
| サワベリー夫人     | 荒井洸子                                        |
| コーニイ夫人       | 森公美子                                        |
| ハンブル氏         | 友竹正則                                        |
| ビル・サイクス     | 安岡力也                                        |
| ベトウィン夫人     | 高林由紀子                                      |
| グリムウィッグ先生 | 渡辺晃三                                        |
| 盲人               | 木島新一                                        |
| 老婆サリィ         | 山田三恵                                        |
| 女                 | 崎田美也                                        |
| ブラウンロウ氏     | 滝田裕介                                        |

### JOY Kids' Theater
教育プログラムとしてミュージカルを扱う団体のJOY Kids' Theaterにより、2012年3月に座・高円寺、2013年2月に渋谷区文化総合センター大和田伝承ホールにて上演。出演者は、こどもたちが主体。
翻訳・演出は谷賢一、歌唱指導は港幸樹が担当した。

### ホリプロ
2021年10月から、ホリプロ主催による日本版公演を実施。上演劇場は、東急シアターオーブ（〈プレビュー公演 9月30日 - 10月6日〉10月7日 - 11月7日）、梅田芸術劇場メインホール（12月4日 - 14日）。
| フェイギン                                   | 市村正親／武田真治（Wキャスト）                                  |
| ナンシー                                     | 濱田めぐみ／ソニン（Wキャスト）                                  |
| ビル・サイクス                               | spi／原慎一郎（Wキャスト）                                       |
| オリバー・ツイスト                           | エバンズ隼仁／越永健太郎／小林佑玖／高畑遼大（クワトロキャスト） |
| アートフル・ドジャー                         | 大矢臣／川口調／酒井禅功／本田伊織（クワトロキャスト）           |
| ミスター・バンブル                           | コング桑田／小浦一優（芋洗坂係長）（Wキャスト）                  |
| ミセス・コー二―                              | 浦嶋りんこ／鈴木ほのか（Wキャスト）                              |
| ミスター・サワベリー／ミスター・グリムウィグ | 鈴木壮麻／KENTARO（Wキャスト）                                   |
| ミセス・サワベリー／ミセス・ベドウィン       | 北村岳子／伊東えり（Wキャスト）                                  |
| ミスター・ブランロウ                         | 小野寺昭／目黒祐樹（Wキャスト）                                  |
| ベット                                       | 植村理乃                                                         |
| ノア・クレイポール                           | 斎藤准一郎                                                       |
| シャーロット                                 | 北川理恵                                                         |
| サリー婆さん                                 | 河合篤子                                                         |
| ローズセラー                                 | 青山郁代                                                         |
| ミルクメイド                                 | 元榮菜摘                                                         |
| ストロベリーセラー                           | 飯田恵理香                                                       |
| ナイフグラインダ―                            | 森山大輔                                                         |
| チャーリー・ベイツ                           | 中村海琉／日暮誠志朗                                             |
| ディッパー                                   | 河井慈杏／福田学人                                               |
| ハンドウォーカー                             | 山口俊乃介／山下光琉                                             |
| スネイク                                     | 市村優汰／河内奏人                                               |
| キング                                       | 入内島悠平／花井凛                                               |
| キャプテン                                   | 佐野航太郎／髙橋唯人                                             |
| スティッチム                                 | 杉本大樹／瀧澤拓未                                               |
| スパイダー                                   | 高田夏都／田中琉己                                               |
| キッパー                                     | 田中誠人／平澤朔太朗                                             |
| ニッパー                                     | 髙橋維束                                                         |

## 映画化
1968年の映画化にあたって、脚本家ヴァーノン・ハリス（英語）、監督にキャロル・リードを迎えて制作する。フェイギン役は舞台からロン・ムーディーを起用し、ジャック・ワイルド、シャニ・ウォリス（英語）、オリヴァー・リード、マーク・レスター、Harry Secombe、Leonard Rossiterを配した。1968年の劇場版映画はアカデミー賞作品賞を含む6部門で賞を受け、ムーディー、ワイルドに各賞ノミネートをもたらした。アメリカのテレビ放映は1975年、ABCテレビが手がけた。ケーブルテレビでは1982年（アメリカ国内）以来、しばしば放送している。
この映画作品のリメイクは2013年3月1日付で発表され、当初計画では2016年上映の予定であった。ミュージカルの映画化を手掛けたキャメロン・マッキントッシュを製作に据え、出演交渉中として名前の上がった俳優は2011年-2013年のイギリスツアーでナンシーを務めた『レ・ミゼラブル』女優サマンサ・バークスに同役を、また監督はスティーブン・ダルドリーに委嘱すると発表があった。

## 録音
この作品の音楽の録音作品はたびたび発行されている。1960年ロンドン初演と1963年ニューヨーク初演の上演キャストによる録音（CD版）、1968年公開の映画版、またロンドン再演は1994年と2009年のどちらも録音があり、後者は公演初日に生で録音された。
劇場録音に加えてスタジオ収録盤もあり、舞台のキャストからスタンリー・ホロウェイとアルマ・コーガンのペア、別作品ではジョセフィン・バーストウ（英語）とジュリアン・フォーサイス Julian Forsyth が組んだ。フォーサイス出演の新録音では、バーストウに代わりサリー・アン・トリプレット（英語）が配役された。

## 原作の所有権
原作者のライオネル・バートは発表後、経済的に追い詰められた時期があり、すでに発表した『オリバー!』原作の著作権ならびに派生する将来の権利をまとめて演劇人マックス・バイグレーブス（英語）に350ポンド
で売り渡した。バイグレーブスはその後、25万ポンドで手放している。